# Renato Bosatta
Renato Bosatta (ur. 11 lutego 1938 w Pianello del Lario) – włoski wioślarz, trzykrotny medalista.

## Kariera
Wystąpił na igrzyskach olimpijskich w Rzymie w 1960, gdzie Włosi w składzie: Tullio Baraglia, Renato Bosatta, Giancarlo Crosta i Giuseppe Galante zdobyli srebrny medal w czwórkach bez sternika. W finale o 2,52 sekundy przegrali z osadą USA, a o 0,84 sekundy wyprzedzili osadę ZSRR. Na rozgrywanych cztery lata później igrzyskach olimpijskich w Tokio Renato Bosatta, Emilio Trivini, Giuseppe Galante, Franco De Pedrina i Giovanni Spinola (sternik) zajęli drugie miejsce w czwórkach ze sternikiem. Uplasowali się o 2,44 sekundy za Wspólną Reprezentacją Niemiec i 3,62 sekundy przed Holendrami. Brał też udział w igrzyskach olimpijskich w Meksyku w 1968, gdzie wspólnie z Tullio Baraglią, Pier Angelo Contim-Manzinim i Abramo Albinim wywalczył brązowy medal w czwórkach bez sternika. W wyścigu finałowym o 4,83 sekundy wyprzedziła ich osada NRD, a o 2,37 sekundy Węgrzy. 
Ponadto zdobył złoty medal w czwórce bez sternika na mistrzostwach Europy w Pradze (1961) i brązowy w czwórce ze sternikiem na mistrzostwach Europy w Amsterdamie (1964).